# Franz Ernst (Jurist)
Franz Ernst (* 9. August 1891 in Grevenbroich; † 28. August 1972 in Köln) war ein deutscher Jurist und Offizier der Luftwaffe der Wehrmacht im Zweiten Weltkrieg. Zuletzt hatte er den Dienstgrad eines Generalrichters inne. 
Beförderungen
- 15. Juni 1914 Gerichtsreferendar
- 9. Oktober 1914 Gefreiter der Reserve
- 15. März 1916 Unteroffizier der Reserve
- 31. Mai 1916 Vizefeldwebel der Reserve
- 31. Juli 1916 Leutnant der Reserve
- 16. März 1926 Gerichtsassessor
- 24. April 1928 Landesgerichtsrat
- 1. Oktober 1937 Oberkriegsgerichtsrat
- 1. August 1938 Oberstkriegsgerichtsrat
- 1. Juni 1940 Reichskriegsanwalt
- 1. Oktober 1942 Reichskriegsgerichtsrat
- 1. Mai 1944 Generalrichter

Von 1909 bis zum Juli 1914 absolvierte Ernst ein Jurastudium an der Universität Freiburg, wo er am 15. Juni 1914 seine 1. juristische Staatsprüfung ablegte. Am 19. August 1914 trat er dem Deutschen Heer bei und diente im Rahmen des Ersten Weltkriegs zunächst als Kriegsfreiwilliger, später als Abteilungs-Adjutant und Ordonnanz-Offizier im Feldartillerie-Regiment 61. Am 17. November 1918 schied er aus dem Wehrdienst aus und nahm am 20. November 1918 einen juristischen Vorbereitungskurs in Köln auf, wo Ernst am 10. Februar 1920 seine 2. juristische Staatsprüfung bestand. Anschließend arbeitete er von Ende März 1923 bis zum 30. September 1924 bei einem Rechtsanwalt in Köln sowie später als Justitiar und Leiter der Prüfstelle des Bundes der Auslandsdeutschen. Von Januar 1925 bis Mitte März 1926 war er Justitiar beim Mechernicher Bergwerk in Mechernich. 
Am 16. März 1926 trat Ernst in den Staatsdienst ein und arbeitete bis Ende April 1928 als Assessor und Landrichter in Koblenz. Zum 1. Mai 1928 stieg er zum Landgerichtsrat in Köln auf, was er bis Ende Dezember 1936 blieb. Dort trat er zum 1. Mai 1933 in die NSDAP ein (Mitgliedsnummer 2.084.200). Zum 1. Januar 1937 wechselte Ernst in die Luftwaffe über und fand dort bis Ende September Verwendung als Richter auf Probe beim Luftwaffengericht III in Dresden. Nach seiner bestandenen Probezeit agierte er von Oktober 1937 bis zum 28. August 1938 als Richter am Luftwaffenobergericht III in Braunschweig. 
Im Anschluss hieran wechselte er zum Reichskriegsgericht über, wo er als Hilfsarbeiter und später als Richter fungierte. Diese Position hielt er bis Ende Juni 1940 inne. Zum 1. Juli wurde Ernst zum Chefrichter und Rechtsberater beim Luftflottenkommando 5 beim Befehlshaber Nord ernannt, wo er bis Mitte Januar 1941 agierte. Im Anschluss hieran war er bis Mitte April 1942 Gruppenleiter in der Abteilung Recht im Reichsluftfahrtministerium. Am 15. April 1942 erfolgte seine Rückkommandierung zum Reichskriegsgericht, wo er am 1. Oktober 1942 zum Reichskriegsanwalt aufstieg. Hier erfolgte am 1. Mai 1944 seine Ernennung zum Generalrichter als Offizier der Truppen-Sonderdienste. Am 8. Mai 1945 geriet Ernst in Kriegsgefangenschaft, aus der er 1947 wieder entlassen wurde.